# Міжнародний день музеїв

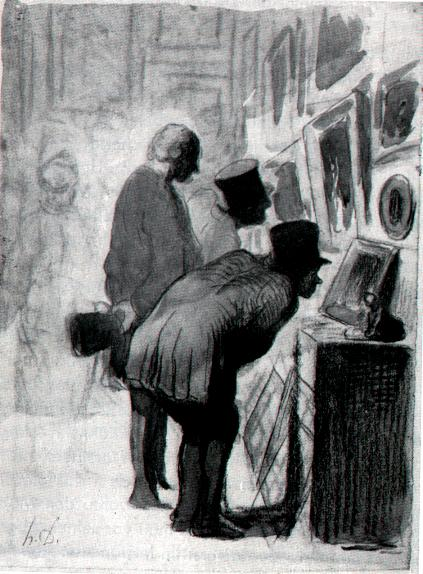

Міжнародний день музеїв — щорічне свято музейництва, яке відзначається 18 травня, однак у Німеччині та Швейцарії він проводиться у другу або третю неділю травня. В цей день більшість музеїв працюють безкоштовно і радо показують свої виставкові зали.
Вперше Міжнародний день музеїв відсвяткували в усьому світі 1977 року на 11 генеральній конференції Міжнародній раді музеїв (ICOM). Тоді ж запропонували й девіз свята:
| Музеї - важливий засіб культурного обміну, збагачення культур і розвитку взаєморозуміння, співробітництва й миру між народами. Оригінальний текст (англ.) Museums are an important means of cultural exchange, enrichment of cultures and development of mutual understanding, co-operation and peace among peoples. |

## Тематика свят
Щорічно, починаючи з 1977 по всьому світу 18 травня проходить Міжнародний день музеїв. Відкрийте для себе заходи які організовані до Міжнародного дня музеїв на мапі з сайту Міжнародного дня музеїв
Цей день є приводом для підвищення обізнаності про те наскільки  музеї є важливими у розвитку суспільства.
Консультативний комітет ІСОМ організовує тему цієї події, що, враховує велику кількість країн. Це свято триває день, вихідні, тиждень або навіть місяць.
Від Америки до Океанії, включаючи Африку, Європу та Азію - цей міжнародний захід підтвердив свою популярність.
Останні роки, Міжнародний день музеїв переживає  високе розширення у майже 30000 музеях у більш ніж в 120 країнах.
З 1992 року у кожного Міжнародного дня музеїв є своя тема і Міжнародна рада музеїв надає огляд пов'язаних з даною темою заходів, роблячи їх доступними для всіх.
- 2022 — «Сила музеїв»
- 2021 —  «Майбутнє музеїв: відновлення і переосмислення»[2]
- 2019 —  «Музеї як культурні хаби: майбутнє традиції»[3]
- 2016 — «Museums and Cultural Landscapes»[4]
- 2015 — «Museums for a Sustainable Society»[5]
- 2014 — «Museum collections make connections»[6]
- 2013 — «Museums (memory + creativity = social change)»[7]
- 2012 — «Museums in a changing world. New challenges, new inspirations»[8]
- 2011 — «Museum and memory»[9]
- 2010 — «Museums for social harmony»[10]
- 2009 — «Museums and tourism»[11]
- 2008 — «Museums as agents of social change and development»[12]
- 2007 — «Museums and Universal Heritage»[13]
- 2006 — «Museums and young people»[14]
- 2005 — «Museums bridging cultures»[15]
- 2004 — «Museums and Intangible Heritage»[16]
- 2003 — «Museums and Friends»[17]
- 2002 — «Museums and Globalisation»[18]
- 2001 — «Museums: building community»[19]
- 2000 — «Museums for Peace and Harmony in Society»[20]
- 1999 — «Pleasures of discovery»[21]
- 1997—1998 — «The fight against illicit traffic of cultural property»[22]
- 1996 — «Collecting today for tomorrow»[23]
- 1995 — «Response and responsibility»[24]
- 1994 — «Behind the Scenes in Museums»[25]
- 1993 — «Museums and Indigenous Peoples»[26]
- 1992 — «Museums and Environment»[27]